# To Leslie
To Leslie è un film del 2022 diretto da Michael Morris al suo esordio alla regia.

## Trama
Leslie è un'alcolista che, dopo aver vinto 190 mila dollari alla lotteria, sperpera l'intera vincita in droghe e liquori. Sei anni più tardi la donna ha perso tutto ed è costretta a vivere per strada o in squallidi motel. Prova a riallacciare i rapporti con James, il figlio che aveva abbandonato vent'anni prima, e il giovane le permette di stare da lui a condizione che non beva. Tuttavia Leslie ricomincia a bere e rubare, costringendo James a telefonare alla nonna e a Nancy, un'amica della madre, in cerca di aiuto. 
Nancy e il fidanzato Dutch accolgono Leslie in casa propria, ma la cacciano quando la donna continua a rifiutarsi di smettere di bere. Leslie trascorre la notte fuori da un motel e all'alba è scacciata bruscamente dal proprietario Sweeney e, nella fretta di andarsene, dimentica la valigia con tutti i suoi averi. Quando ritorna al motel per riprendersela, Sweeney le offre un lavoro come donna delle pulizie. Tuttavia Leslie è un'impiegata deludente a causa del comportamento erratico e dell'alcolismo, anche se col tempo riesce a migliorare e diventare amica di Sweeney. Mentre accompagna il datore di lavoro a una fiera locale, Leslie incontra Nancy e si lamenta con lei per il trattamento ricevuto, ma l'amica ribatte accusandola di aver abbandonato il figlio. Leslie rimane molto turbata, si licenzia e lascia un messaggio a James, dicendogli di volergli bene. Sweeney passa la notte in giro a cercare Leslie, che all'alba si reca da lui con l'idea di riaprire la gelateria di fronte al motel. 
Dieci mesi dopo Leslie si è disintossicata e ha ristrutturato la gelateria insieme a Sweeney e Royal, trasformandola in un ristorante. Tuttavia l'apertura si rivela essere un fiasco dato che non si presenta neanche un cliente. Leslie accusa Nancy di averla sabotata intenzionalmente incoraggiando i concittadini a non andare al ristorante. In tutta risposta, Nancy si scusa con lei per non essere sempre stata presente e l'aiuta a ricongiungersi con James. Royal e Sweeney preparano la cena per James e Leslie, che si riabbracciano.

## Produzione
Nel luglio 2019 è stato annunciato che Andrea Riseborough si era unita al cast del primo film di Michael Morris, basato su una sceneggiatura di Ryan Binaco. Nel giugno 2020 Allison Janney e John Hawkes si sono uniti al cast e nel dicembre dello stesso anno è stato annunciato che Marc Maron avrebbe rimpiazzato Hawkes.

## Distribuzione
Il film ha avuto la sua prima al South by Southwest il 2 marzo 2022 ed è stato distribuito nelle sale statunitensi in distribuzione limitata il 7 ottobre dello stesso anno.

## Accoglienza
Il film è stato accolto positivamente dalla critica. L'aggregatore di recensioni Rotten Tomatoes riporta il 98% di recensioni positive, con un punteggio medio di 7,7 su 10 basato su 52 recensioni. Metacritic riporta un punteggio di ottantacinque su cento basato sul parere di 15 critici. Particolarmente apprezzata è stata l'interpretazione di Riseborough nel ruolo della protagonista, su cui si sono espresse favorevolmente non solo le recensioni, ma anche diverse colleghe attrici come Amy Adams, Jane Fonda e Kate Winslet, che ha definito la sua interpretazione come una delle migliori che avesse mai visto.

## Riconoscimenti
- 2023 – Premio Oscar
  - Candidatura per la miglior attrice ad Andrea Riseborough
- 2022 - Chicago Film Critics Association
  - Candidatura per la miglior attrice ad Andrea Riseborough
- 2023 - Chlotrudis Awards
  - Candidatura per la miglior attrice ad Andrea Riseborough
  - Candidatura per la miglior attrice non protagonista a Allison Janney
- 2023 - Independent Spirit Awards
  - Candidatura per la miglior performance ad Andrea Riseborough